# 82-mm-Mörser 2B9 Wassiljok
Der 82-mm-Mörser 2B9 Wassiljok  (russisch für Kornblume) ist ein in der Sowjetunion in den 1970er Jahren entwickelter Mörser. Eine modernisierte Variante wird bis heute in Russland in Serie gefertigt.

## Geschichte

### Entwicklung
Bereits ab 1946, kurz nach dem Ende des Zweiten Weltkriegs, wurde vom sowjetischen Entwickler V.K. Filippow ein Mörser entwickelt, der in befestigten Anlagen zum Einsatz kommen sollte. Das Ergebnis war ein automatischer Kasematten-Mörser («Казематный Автоматический Миномёт») (KAM), der im Jahr 1955 in der sowjetischen Armee in Dienst gestellt wurde.
Noch vor der Indienststellung des KAM begann 1954 die Entwicklung einer Feldlafette für diese Waffe. Die hieraus entstandene Waffe erhielt die Bezeichnung миномёт (Ф-82) / Mörser (F-82). Das im Truppenversuch getestete und für den Einsatz empfohlene Waffensystem wurde jedoch nicht eingeführt.
Im Jahr 1967 wurde darauf zurückgegriffen und die weitere Entwicklung eines automatischen Mörsers auf Feldlafette vorangetrieben. Das Ergebnis ist eine Weiterentwicklung des Mörser F-82, der Mörser 2B9 Wassiljok, der 1970 für die Fertigung freigegeben wurde und im Jahr 1971 in die Serienproduktion ging.

## Technik

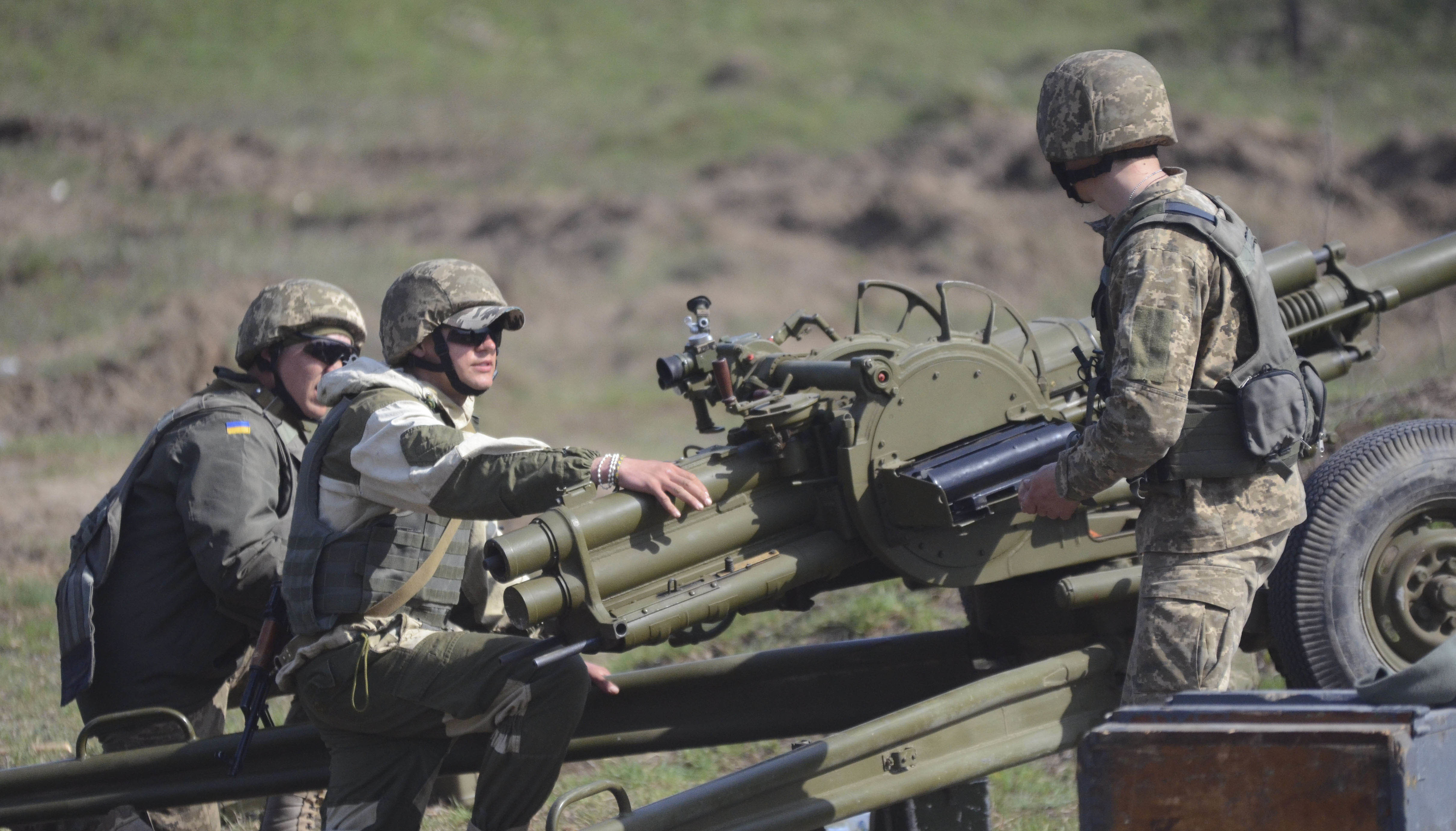
Laden eines Vier-Schuss-Magazins.

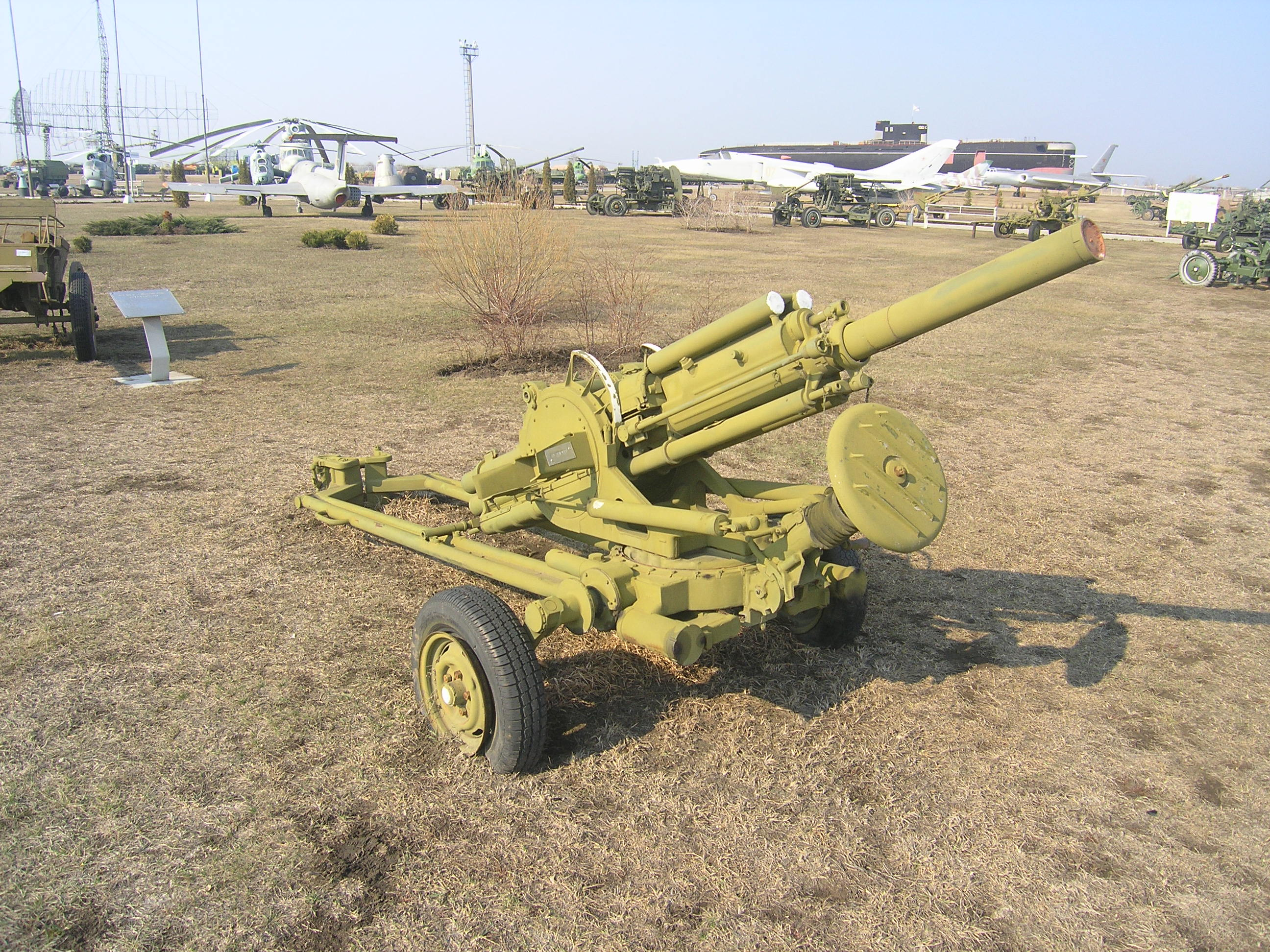
Automatischer 82-mm-Mörser 2B9

Der Wassiljok-Mörser ist ein automatischer Mörser. Seine hervorstechendste Eigenschaft ist die Möglichkeit, ihn sowohl als Mörser im Steilfeuer als auch als Geschütz im Flachbahnfeuer verwenden zu können. Geladen werden kann der Mörser sowohl von der Seite, mit einem Magazin mit vier Schuss, als auch konventionell mit einem einzelnen Schuss von vorn.
Nachteilig ist, dass die Bodenplatte und das Rohrrücklaufsystem sehr kompliziert gebaut werden mussten, um den Rückstoß beim Steilfeuer auffangen zu können. Teilweise wurde der Panzer MT-LB mit diesem Mörser ausgerüstet.

## Einsatz

### Afghanistan
Während eines Gefechts kam der Wassiljok-Mörser erstmals während des sowjetischen Einsatz in Afghanistan 1979–1989 zum Einsatz. Hierbei war er auch auf Fahrzeugen montiert.
Regulär war bei den Mörserkompanien der motorisierten Schützen, Fallschirmjäger- und Luftlande-Sturmbataillone der in Afghanistan eingesetzten Truppen jeweils der 2. Zug mit 2B9 ausgerüstet. Der 1. Zug verfügte über andere Mörsertypen. Als Zug- und Transportfahrzeuge kamen GAZ-66-Lastkraftwagen und leicht gepanzerte Mannschaftstransporter vom Typ MT-LB zum Einsatz. Häufig kam es dazu, dass Feldwerkstätten den 82-mm-Mörser 2B9 auf der Wanne des MT-LB montierten, was zuvor so nie erprobt und genehmigt worden war. Allerdings verbesserten sich hierdurch die Einsatzmöglichkeiten für das Fahrzeug und das automatische Geschütz, welches im sehr bergigen Gelände sonst recht lange benötigte, um in Stellung zu gehen und auf gegnerische Angriffe zu reagieren.
Die sowjetisch unterstützte Armee der Demokratischen Republik von Afghanistan (DRA) konzeptioniert so eigene Selbstfahrlafetten. In Serie produziert konnte ein Fahrzeugtyp geschaffen werden, der bei einer hohen Feuerfolge eine gute Mobilität aufwies.
Nach Ende des Afghanistan-Konflikts wurde der Mörser bei den Truppen der Russischen Föderation weitgehend ausgemustert. Lediglich bei den russischen Luftlandetruppen und der Ukrainischen Armee fand der Mörser danach weiterhin Verwendung.

### Tschetschenien
Doch seinerzeit zur regulären Ausrüstung ehemals sowjetischer Streitkräfte gehörend, kamen die 82-mm-Mörser 2B9 auch während des Ersten und Zweiten Tschetschenienkriegs von beiden Seiten zum Einsatz.

### Krieg in der Ukraine seit 2014
Seit 2014 wird er im bewaffneten Konflikt in der Ostukraine eingesetzt.

## Varianten

### 82-mm-Mörser 2B9M
Nach mehreren Jahren der Serienproduktion wurde der Mörser verbessert, indem das wassergekühlte Rohr durch ein luftgekühltes ersetzt wurde. Der modifizierte Mörser 2B9M wird in Russland weiterhin serienmäßig hergestellt.